# Jitka Ludvíková
Jitka Ludvíková (* 11. ledna 1981 Jindřichův Hradec) je česká spisovatelka, původním vzděláním právnička. Píše humoristickou literaturu a knihy pro děti. Žije v Praze.

## Život
Narodila se v Jindřichově Hradci. Po absolvování Gymnázia Vítězslava Nováka v Jindřichově Hradci vystudovala obor Právo na Právnické fakultě ZČU. Po ukončení studia začala pracovat jako právnička. Knihy vydává od roku 2015. Je vdaná, má dvě děti.

## Dílo

### Humoristická beletrie
- Zkrocení mlsného muže, 2015
- Můj manžel má jinou, no a co?!, 2015
- Osvícení zoufalého muže, 2016
- Devět let natvrdo, 2016
- Zakázané uvolnění, 2018
- Muži zrají jako víno, 2020

### Romány
- Propast, 2021

### Detektivky
- Nebezpečná hra, 2017
- Dotek minulosti, 2018
- Sedmnáctka, 2019
- Dotek vraha, 2019
- Případ čurací panny, 2021
- Venuše, 2021
- Vánoční případ, 2021
- Poslední pozdrav, 2022

### Dětské knihy
- Julinka a Rek, 2016
- Hortensie Malinová, 2017